# Одонтотиран

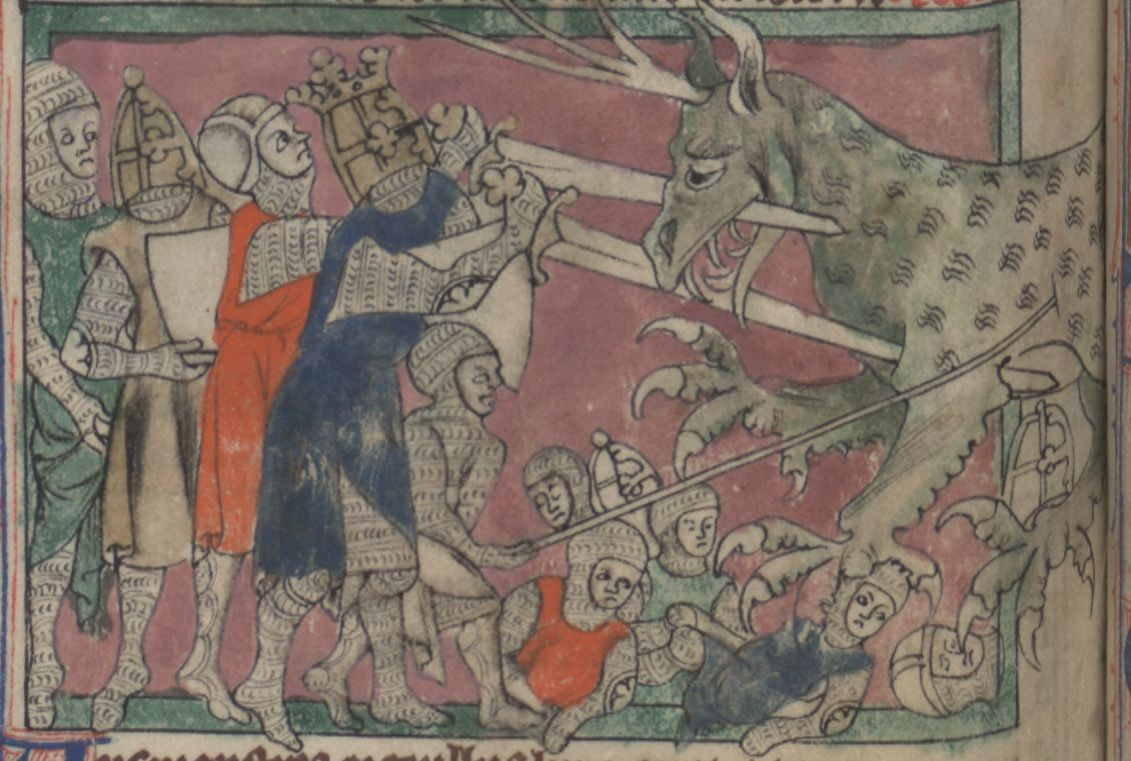
Одонтотиран нападає на Александра Македонського

Одонтотиран (грец. όδοντοτύραννος) — міфічна істота, яка жила на річці Ганг, Індія. Почвара відома тим, що нібито напала на Александра Македонського та його військо.

## Описи
Згідно з латинським «Листом від Александра», істота мала чорну, схожу на конячу, голову з трьома рогами, які стирчали з її лоба, а своїми розмірами перевищувала розміри слона. Не боячись вогню, потвора вбила 26 македонців та 52 скалічила, перш ніж її прохромили мисливськими списами. Місцеві індійці називали чудовисько «зубним тираном».
У «Діянні Олександра Македонського» (IV ст.) Флавія Полемія сказано, що знадобилось триста людей, аби витягти істоту з річки. У повісті «Александрія», де створіння називають машкелат, почвара розправилася з 26 македонцями, але також знадобилось триста людей, аби її витягти. У вірменській версії розповіді, де істоту називають «однорогим чудовиськом», для цієї роботи вже знадобилося півтори тисячі чоловік.
В ефіопській версія розповіді почвара має розміри слона та навіть бивні. Коли істоту оббілували, то в середині шлунка македонці знайшли скорпіонів та величезну рибу розміром з бика. У творах Палладія Еленопоського (V ст.) та Георгія Амартоли (IX ст.) істота зображувалася м'ясоїдною амфібією, яка могла проковтнути слона.